# Tres Unidos (distrito)
Tres Unidos é um distrito do Peru, departamento de San Martín, localizada na província de Picota.

## Transporte
O distrito de Tres Unidos não é servido pelo sistema de estradas terrestres do Peru.